# 小萩山
小萩山（おはぎやま）は、熊本県熊本市北区貢町にある標高415mの金峰山県立自然公園内にある山である。

## 概要
周辺は「小萩」と呼ばれる森林で「熊本ふるさとの森林」に指定されており、中央のくまもと自然休養林には、芝生広場、桜園、ツツジ園、昆虫の森、どんぐりの森、しいたけの森、山菜の森といった自然観察林がある。一角に森林学習館があり、森林や林業のパネル展示、木工や竹細工の工作教室が開催されている。
小萩園などは様々な種類の桜がある所である。またキンモクセイなど様々な花などがある。
周辺の主な山は金峰山の標高665m、熊ノ岳の685m、三ノ岳の681mがある。

## 近隣の道路
- 熊本県道1号熊本玉名線
- 熊本県道103号熊本空港線